# American Board of Commissioners for Foreign Missions
La Junta Americana de Comisionados para las Misiones Extranjeras (American Board of Commisioners for Foreign Missions) fue la primera sociedad congregacionalista de los Estados Unidos en fundar misiones evangélicas en el extranjero. Su fundación fue propuesta en 1810 por graduados del Williams College, constituyéndola oficialmente en 1812. En 1961 se fusionó con otras sociedades para formar la Iglesia Unida de la Junta de Ministerios de la Humanidad. 
- Datos: Q463587
- Multimedia: American Board of Commissioners for Foreign Missions / Q463587